# Olympische Sommerspiele 2012/Schwimmen
Bei den Olympischen Sommerspielen 2012 in der britischen Hauptstadt London fanden 34 Wettbewerbe im Schwimmen statt.
Vom 28. Juli bis zum 4. August wurden im Aquatics Centre auf einer 50-Meter-Bahn 32 Wettbewerbe im Beckenschwimmen ausgetragen, für Frauen und Männer jeweils 16. Am 9. und 10. August wurden im Serpentine Lake (Hyde Park) zwei Wettbewerbe im Freiwasserschwimmen ausgetragen, jeweils ein 10-Kilometer-Rennen für Frauen und Männer. Das Programm war somit identisch mit dem der Olympischen Sommerspiele 2008 in Peking.

## Wettbewerbe und Zeitplan

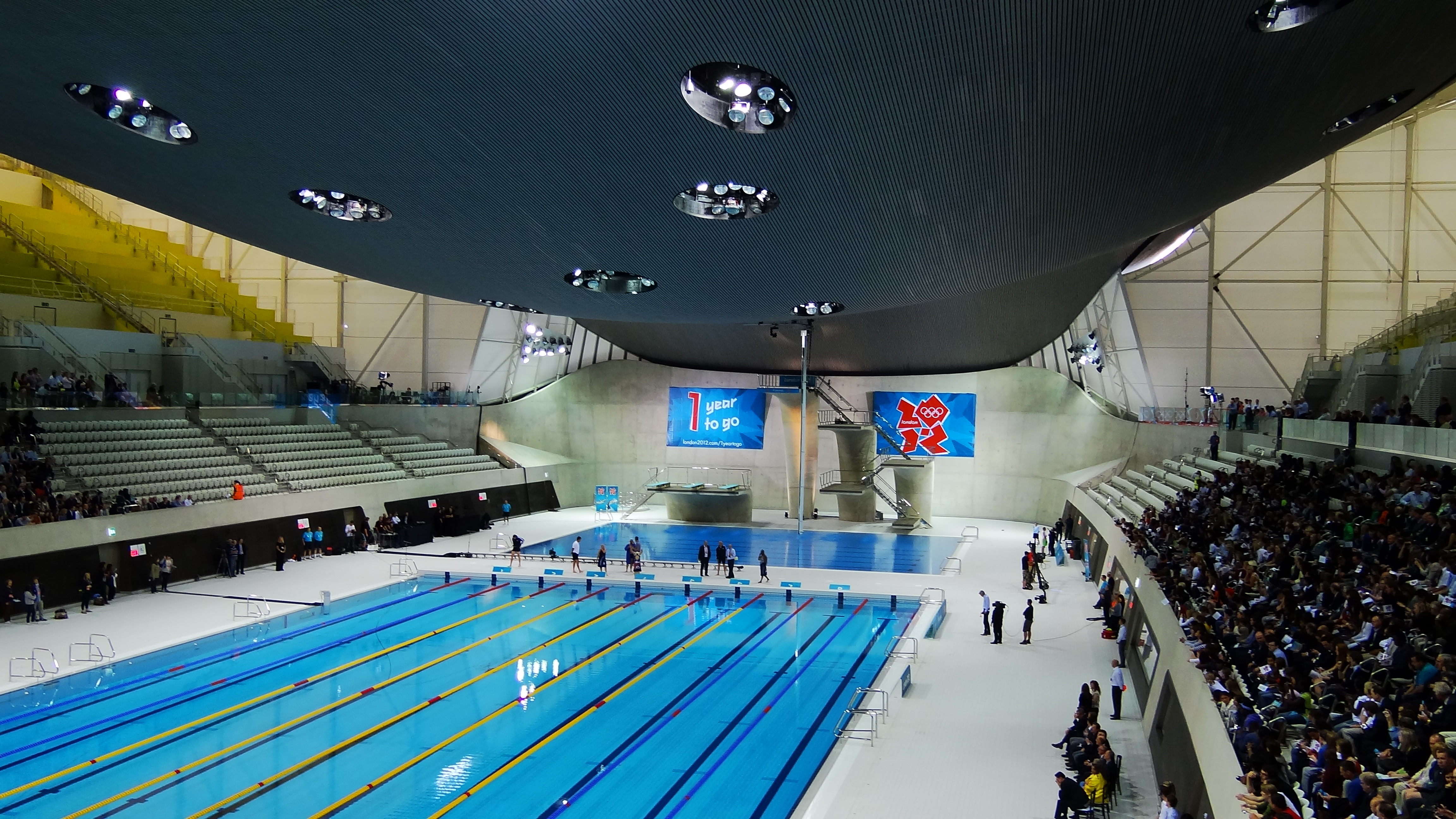
Im Aquatics Centre finden die Beckenwettbewerbe statt

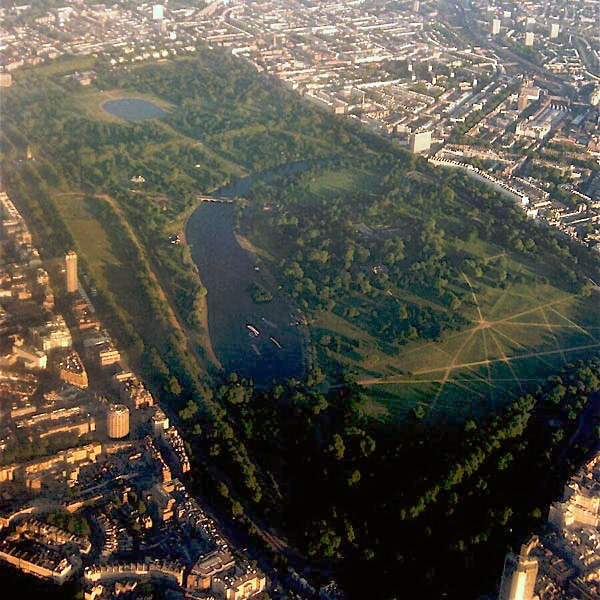
Hyde Park – Austragungsort der Wettbewerbe im Freiwasserschwimmen

| Wettbewerbe und Zeitplan Beckenschwimmen | Wettbewerbe und Zeitplan Beckenschwimmen | Wettbewerbe und Zeitplan Beckenschwimmen |
| Tag                                      | Morgenprogramm 11:00 Uhr bis 14:00 Uhr MESZ | Abendprogramm 20:30 Uhr bis 22:35 Uhr MESZ |
| ---------------------------------------- | --- | --- |
| Samstag 28. Juli 2012                    | Vorläufe 400 m Lagen Männer Vorläufe 100 m Schmetterling Frauen Vorläufe 400 m Freistil Männer Vorläufe 400 m Lagen Frauen Vorläufe 100 m Brust Männer Vorläufe 4 × 100-m-Freistilstaffel Frauen | Finale 400 m Lagen Männer Halbfinale 100 m Schmetterling Frauen Finale 400 m Freistil Männer Finale 400 m Lagen Frauen Halbfinale 100 m Brust Männer Finale 4 × 100-m-Freistilstaffel Frauen                                                                  |
| Sonntag 29. Juli 2012                    | Vorläufe 100 m Rücken Frauen Vorläufe 200 m Freistil Männer Vorläufe 100 m Brust Frauen Vorläufe 100 m Rücken Männer Vorläufe 400 m Freistil Frauen Vorläufe 4 × 100-m-Freistilstaffel Männer    | Finale 100 m Schmetterling Frauen Halbfinale 200 m Freistil Männer Halbfinale 100 m Brust Frauen Finale 100 m Brust Männer Finale 400 m Freistil Frauen Halbfinale 100 m Rücken Männer Halbfinale 100 m Rücken Frauen Finale 4 × 100-m-Freistilstaffel Männer |
| Montag 30. Juli 2012                     | Vorläufe 200 m Freistil Frauen Vorläufe 200 m Schmetterling Männer Vorläufe 200 m Lagen Frauen                                                                                                   | Halbfinale 200 m Freistil Frauen Finale 200 m Freistil Männer Finale 100 m Rücken Frauen Finale 100 m Rücken Männer Finale 100 m Brust Frauen Halbfinale 200 m Schmetterling Männer Halbfinale 200 m Lagen Frauen                                             |
| Dienstag 31. Juli 2012                   | Vorläufe 100 m Freistil Männer Vorläufe 200 m Schmetterling Frauen Vorläufe 200 m Brust Männer Vorläufe 4 × 200-m-Freistilstaffel Männer                                                         | Halbfinale 100 m Freistil Männer Finale 200 m Freistil Frauen Finale 200 m Schmetterling Männer Halbfinale 200 m Schmetterling Frauen Halbfinale 200 m Brust Männer Finale 200 m Lagen Frauen Finale 4 × 200-m-Freistilstaffel Männer                         |
| Mittwoch 1. August 2012                  | Vorläufe 100 m Freistil Frauen Vorläufe 200 m Rücken Männer Vorläufe 200 m Brust Frauen Vorläufe 200 m Lagen Männer Vorläufe 4 × 200-m-Freistilstaffel Frauen                                    | Finale 200 m Brust Männer Halbfinale 100 m Freistil Frauen Halbfinale 200 m Rücken Männer Finale 200 m Schmetterling Frauen Finale 100 m Freistil Männer Halbfinale 200 m Brust Frauen Halbfinale 200 m Lagen Männer Finale 4 × 200-m-Freistilstaffel Frauen  |
| Donnerstag 2. August 2012                | Vorläufe 50 m Freistil Männer Vorläufe 800 m Freistil Frauen Vorläufe 100 m Schmetterling Männer Vorläufe 200 m Rücken Frauen                                                                    | Halbfinale 50 m Freistil Männer Finale 200 m Brust Frauen Finale 200 m Rücken Männer Halbfinale 200 m Rücken Frauen Finale 200 m Lagen Männer Finale 100 m Freistil Frauen Halbfinale 100 m Schmetterling Männer                                              |
| Freitag 3. August 2012                   | Vorläufe 50 m Freistil Frauen Vorläufe 1500 m Freistil Männer Vorläufe 4 × 100-m-Lagenstaffel Frauen Vorläufe 4 × 100-m-Lagenstaffel Männer                                                      | Finale 200 m Rücken Frauen Finale 100 m Schmetterling Männer Finale 800 m Freistil Frauen Finale 50 m Freistil Männer Halbfinale 50 m Freistil Frauen |
| Samstag 4. August 2012                   | | Finale 50 m Freistil Frauen Finale 1500 m Freistil Männer Finale 4 × 100-m-Lagenstaffel Frauen Finale 4 × 100-m-Lagenstaffel Männer |
| Donnerstag 9. August 2012                | 10 km Freiwasser Frauen | |
| Freitag 10. August 2012                  | 10 km Freiwasser Männer | |

## Männer
Abkürzungen:
- WR = Weltrekord (Liste)
- OR = olympischer Rekord (Liste)
- AF = afrikanischer Rekord
- AM = amerikanischer Rekord
- AS = asiatischer Rekord
- ER = Europarekord (Liste)
- OC = Ozeanien-Rekord
- NR = nationaler Rekord

### 50 mFreistil
| Platz | Land | Sportler         | Zeit (s) |
| ----- | ---- | ---------------- | -------- |
| 1     | FRA  | Florent Manaudou | 21,34    |
| 2     | USA  | Cullen Jones     | 21,54    |
| 3     | BRA  | César Cielo      | 21,59    |
| 4     | BRA  | Bruno Fratus     | 21,61    |
| 5     | USA  | Anthony Ervin    | 21,78    |
| 6     | RSA  | Roland Schoeman  | 21,80    |
| 7     | TRI  | George Bovell    | 21,82    |
| 8     | AUS  | Eamon Sullivan   | 21,98    |

Finale: 3. August 2012, 20:09 Uhr

### 100 m Freistil
| Platz | Land | Sportler              | Zeit (s) |
| ----- | ---- | --------------------- | -------- |
| 1     | USA  | Nathan Adrian         | 47,52    |
| 2     | AUS  | James Magnussen       | 47,53    |
| 3     | CAN  | Brent Hayden          | 47,80    |
| 4     | FRA  | Yannick Agnel         | 47,84    |
| 5     | NED  | Sebastiaan Verschuren | 47,88    |
| 6     | BRA  | César Cielo           | 47,92    |
| 7     | CUB  | Hanser García         | 48,04    |
| 8     | RUS  | Nikita Lobinzew       | 48,44    |

Finale: 1. August 2012, 20:20 Uhr

### 200 m Freistil
| Platz | Land | Sportler             | Zeit (min) |
| ----- | ---- | -------------------- | ---------- |
| 1     | FRA  | Yannick Agnel        | 1:43,14    |
| 2     | KOR  | Park Tae-hwan        | 1:44,93    |
| 2     | CHN  | Sun Yang             | 1:44,93    |
| 4     | USA  | Ryan Lochte          | 1:45,04    |
| 5     | GER  | Paul Biedermann      | 1:45,53    |
| 6     | GBR  | Robert Renwick       | 1:46,53    |
| 7     | AUS  | Thomas Fraser-Holmes | 1:46,93    |
| 8     | RUS  | Danila Isotow        | 1:47,75    |

Finale: 30. Juli 2012, 19:43 Uhr

### 400 m Freistil
| Platz | Land | Sportler         | Zeit (min)   |
| ----- | ---- | ---------------- | ------------ |
| 1     | CHN  | Sun Yang         | 3:40,14 (OR) |
| 2     | KOR  | Park Tae-hwan    | 3:42,06      |
| 3     | USA  | Peter Vanderkaay | 3:44,69      |
| 4     | CHN  | Hao Yun          | 3:46,02      |
| 5     | USA  | Conor Dwyer      | 3:46,39      |
| 6     | HUN  | Gergő Kis        | 3:47,03      |
| 7     | GBR  | David Carry      | 3:48,62      |
| 8     | AUS  | Ryan Napoleon    | 3:49,25      |

Finale: 28. Juli 2012, 19:51 Uhr

### 1500 m Freistil
| Platz | Land | Sportler             | Zeit (min)    |
| ----- | ---- | -------------------- | ------------- |
| 1     | CHN  | Sun Yang             | 14:31,02 (WR) |
| 2     | CAN  | Ryan Cochrane        | 14:39,63 (AM) |
| 3     | TUN  | Oussama Mellouli     | 14:40,31      |
| 4     | KOR  | Park Tae-hwan        | 14:50,61      |
| 5     | ITA  | Gregorio Paltrinieri | 14:51,92      |
| 6     | USA  | Connor Jaeger        | 14:52,99      |
| 7     | POL  | Mateusz Sawrymowicz  | 14:54,32      |
| 8     | GBR  | Daniel Fogg          | 15:00,76      |

Finale: 4. August 2012, 19:36 Uhr

### 100 mRücken
| Platz | Land | Sportler        | Zeit (s)   |
| ----- | ---- | --------------- | ---------- |
| 1     | USA  | Matthew Grevers | 52,16 (OR) |
| 2     | USA  | Nick Thoman     | 52,92      |
| 3     | JPN  | Ryōsuke Irie    | 52,97      |
| 4     | FRA  | Camille Lacourt | 53,08      |
| 5     | GBR  | Liam Tancock    | 53,35      |
| 6     | GER  | Helge Meeuw     | 53,48      |
| 7     | AUS  | Hayden Stoeckel | 53,55      |
| 8     | CHN  | Cheng Feiyi     | 53,77      |

Finale: 30. Juli 2012, 19:58 Uhr

### 200 m Rücken
| Platz | Land | Sportler         | Zeit (min)   |
| ----- | ---- | ---------------- | ------------ |
| 1     | USA  | Tyler Clary      | 1:53,41 (OR) |
| 2     | JPN  | Ryōsuke Irie     | 1:53,78      |
| 3     | USA  | Ryan Lochte      | 1:53,94      |
| 4     | POL  | Radosław Kawęcki | 1:55,59      |
| 4     | CHN  | Zhang Fenglin    | 1:55,59      |
| 6     | JPN  | Kazuki Watanabe  | 1:57,03      |
| 7     | ISR  | Yakov Toumarkin  | 1:57,62      |
| 8     | AUS  | Mitch Larkin     | 1:58,02      |

Finale: 2. August 2012, 19:48 Uhr

### 100 mBrust
| Platz | Land | Sportler              | Zeit (s)   |
| ----- | ---- | --------------------- | ---------- |
| 1     | RSA  | Cameron van der Burgh | 58,46 (WR) |
| 2     | AUS  | Christian Sprenger    | 58,93      |
| 3     | USA  | Brendan Hansen        | 59,49      |
| 4     | HUN  | Dániel Gyurta         | 59,53      |
| 5     | JPN  | Kōsuke Kitajima       | 59,79      |
| 6     | AUS  | Brenton Rickard       | 59,87      |
| 7     | ITA  | Fabio Scozzoli        | 59,97      |
| 8     | LTU  | Giedrius Titenis      | 60,84      |

Finale: 29. Juli 2012, 20:11 Uhr

### 200 m Brust
| Platz | Land | Sportler         | Zeit (min)   |
| ----- | ---- | ---------------- | ------------ |
| 1     | HUN  | Dániel Gyurta    | 2:07,28 (WR) |
| 2     | GBR  | Michael Jamieson | 2:07,43      |
| 3     | JPN  | Ryō Tateishi     | 2:08,29      |
| 4     | JPN  | Kōsuke Kitajima  | 2:08,35      |
| 5     | USA  | Scott Weltz      | 2:09,02      |
| 6     | USA  | Clark Burckle    | 2:09,25      |
| 7     | AUS  | Brenton Rickard  | 2:09,28      |
| 8     | GBR  | Andrew Willis    | 2:09,44      |

Finale: 1. August 2012, 19:30 Uhr

### 100 mSchmetterling
| Platz | Land | Sportler             | Zeit (s) |
| ----- | ---- | -------------------- | -------- |
| 1     | USA  | Michael Phelps       | 51,21    |
| 2     | RSA  | Chad le Clos         | 51,44    |
| 2     | RUS  | Jewgeni Korotyschkin | 51,44    |
| 4     | SRB  | Milorad Čavić        | 51,81    |
| 4     | GER  | Steffen Deibler      | 51,81    |
| 6     | NED  | Joeri Verlinden      | 51,82    |
| 7     | USA  | Tyler McGill         | 51,88    |
| 8     | POL  | Konrad Czerniak      | 52,05    |

Finale: 3. August 2012, 19:38 Uhr

### 200 m Schmetterling
| Platz | Land | Sportler            | Zeit (min)   |
| ----- | ---- | ------------------- | ------------ |
| 1     | RSA  | Chad le Clos        | 1:52,96 (AF) |
| 2     | USA  | Michael Phelps      | 1:53,01      |
| 3     | JPN  | Takeshi Matsuda     | 1:53,21      |
| 4     | AUT  | Dinko Jukić         | 1:54,35      |
| 5     | USA  | Tyler Clary         | 1:55,06      |
| 6     | SRB  | Velimir Stjepanović | 1:55,07      |
| 7     | POL  | Paweł Korzeniowski  | 1:55,08      |
| 8     | CHN  | Chen Yin            | 1:55,18      |

Finale: 31. Juli 2012, 19:49 Uhr

### 200 mLagen
| Platz | Land | Sportler       | Zeit (min) |
| ----- | ---- | -------------- | ---------- |
| 1     | USA  | Michael Phelps | 1:54,27    |
| 2     | USA  | Ryan Lochte    | 1:54,90    |
| 3     | HUN  | László Cseh    | 1:56,22    |
| 4     | BRA  | Thiago Pereira | 1:56,74    |
| 5     | JPN  | Kōsuke Hagino  | 1:57,35    |
| 6     | JPN  | Ken Takakuwa   | 1:58,53    |
| 7     | GBR  | James Goddard  | 1:59,05    |
| 8     | GER  | Markus Deibler | 1:59,10    |

Finale: 2. August 2012, 20:19 Uhr

### 400 m Lagen
| Platz | Land | Sportler             | Zeit (min)   |
| ----- | ---- | -------------------- | ------------ |
| 1     | USA  | Ryan Lochte          | 4:05,18      |
| 2     | BRA  | Thiago Pereira       | 4:08,86      |
| 3     | JPN  | Kōsuke Hagino        | 4:08,94 (AS) |
| 4     | USA  | Michael Phelps       | 4:09,28      |
| 5     | RSA  | Chad le Clos         | 4:12,42      |
| 6     | JPN  | Yūya Hirohata        | 4:13,30      |
| 7     | AUS  | Thomas Fraser-Holmes | 4:13,49      |
| 8     | ITA  | Luca Marin           | 4:14,89      |

Finale: 28. Juli 2012, 19:30 Uhr

### 4 × 100 m Freistil Staffel
| Platz | Land | Sportler | Zeit (min) |
| ----- | ---- | --- | ---------- |
| 1     | FRA  | Amaury Leveaux Fabien Gilot Clément Lefert Yannick Agnel Vorlauf: Alain Bernard, Jérémy Stravius                        | 3:09,93    |
| 2     | USA  | Nathan Adrian Michael Phelps Cullen Jones Ryan Lochte Vorlauf: James Feigen, Matthew Grevers, Ricky Berens, Jason Lezak | 3:10,38    |
| 3     | RUS  | Andrei Gretschin Nikita Lobinzew Wladimir Morosow Danila Isotow Vorlauf: Jewgeni Lagunow, Sergei Fessikow               | 3:11,41    |
| 4     | AUS  | James Magnussen Matt Targett Eamon Sullivan James Roberts Vorlauf: Cameron McEvoy, Tommaso D’Orsogna                    | 3:11,63    |
| 5     | RSA  | Gideon Louw Darian Townsend Graeme Moore Roland Schoeman                                                                | 3:13,45    |
| 6     | GER  | Benjamin Starke Markus Deibler Christoph Fildebrandt Marco di Carli                                                     | 3:13,52    |
| 7     | ITA  | Luca Dotto Marco Orsi Michele Santucci Filippo Magnini Vorlauf: Andrea Rolla                                            | 3:14,13    |
| 8     | BEL  | Dieter Dekoninck Jasper Aerents Emmanuel Vanluchene Pieter Timmers                                                      | 3:14,40    |

Finale: 29. Juli 2012, 21:00 Uhr

### 4 × 200 m Freistil Staffel
| Platz | Land | Sportler | Zeit (min)   |
| ----- | ---- | --- | ------------ |
| 1     | USA  | Ryan Lochte Conor Dwyer Ricky Berens Michael Phelps Vorlauf: Charlie Houchin, Matthew McLean, Davis Tarwater | 6:59,70      |
| 2     | FRA  | Amaury Leveaux Grégory Mallet Clément Lefert Yannick Agnel Vorlauf: Jérémy Stravius                          | 7:02,77 (NR) |
| 3     | CHN  | Hao Yun Li Yunqi Jiang Haiqi Sun Yang Vorlauf: Lu Zhiwu, Dai Jun                                             | 7:06,30      |
| 4     | GER  | Paul Biedermann Dimitri Colupaev Tim Wallburger Clemens Rapp                                                 | 7:06,59      |
| 5     | AUS  | Thomas Fraser-Holmes Kenrick Monk Ned McKendry Ryan Napoleon Vorlauf: David McKeon, Cameron McEvoy           | 7:07,00      |
| 6     | GBR  | Robert Renwick Ieuan Lloyd Robert Bale Ross Davenport Vorlauf: David Carry                                   | 7:09,33      |
| 7     | RSA  | Darian Townsend Sebastien Rousseau Chad le Clos Jean Basson                                                  | 7:09,65      |
| 8     | HUN  | Dominik Kozma László Cseh Péter Bernek Gergő Kis                                                             | 7:13,66      |

Finale: 31. Juli 2012, 20:51 Uhr

### 4 × 100 m Lagen Staffel
| Platz | Land | Sportler | Zeit (min) |
| ----- | ---- | --- | ---------- |
| 1     | USA  | Matt Grevers Brendan Hansen Michael Phelps Nathan Adrian Vorlauf: Nick Thoman, Eric Shanteau, Tyler McGill, Cullen Jones | 3:29,35    |
| 2     | JPN  | Ryōsuke Irie Kōsuke Kitajima Takeshi Matsuda Takurō Fujii                                                                | 3:31,26    |
| 3     | AUS  | Hayden Stoeckel Christian Sprenger Matt Targett James Magnussen Vorlauf: Brenton Rickard, Tommaso D’Orsogna              | 3:31,58    |
| 4     | GBR  | Liam Tancock Michael Jamieson Michael Rock Adam Brown Vorlauf: Craig Benson                                              | 3:32,32    |
| 5     | HUN  | László Cseh Dániel Gyurta Bence Pulai Dominik Kozma                                                                      | 3:33,02    |
| 6     | GER  | Helge Meeuw Christian vom Lehn Steffen Deibler Markus Deibler Vorlauf: Marco di Carli                                    | 3:33,06    |
| 7     | NED  | Nick Driebergen Lennart Stekelenburg Joeri Verlinden Sebastiaan Verschuren                                               | 3:33,46    |
| 8     | CAN  | Charles Francis Scott Dickens Joe Bartoch Brent Hayden                                                                   | 3:34,19    |

Finale: 4. August 2012, 20:27 Uhr

### 10 km Freiwasser
| Platz | Land | Sportler            | Zeit (h)  |
| ----- | ---- | ------------------- | --------- |
| 1     | TUN  | Oussama Mellouli    | 1:49:55,1 |
| 2     | GER  | Thomas Lurz         | 1:49:58,5 |
| 3     | CAN  | Richard Weinberger  | 1:50:00,3 |
| 4     | GRE  | Spyros Gianniotis   | 1:50:05,3 |
| 5     | GBR  | Daniel Fogg         | 1:50:37,3 |
| 6     | RUS  | Sergei Bolschakow   | 1:50:40,1 |
| 7     | RUS  | Wladimir Djattschin | 1:50:42,8 |
| 8     | GER  | Andreas Waschburger | 1:50:44,4 |

10. August 2012, 12:00 Uhr

## Frauen

### 50 m Freistil
| Platz | Land | Sportlerin                 | Zeit (s)   |
| ----- | ---- | -------------------------- | ---------- |
| 1     | NED  | Ranomi Kromowidjojo        | 24,05 (OR) |
| 2     | BLR  | Aljaksandra Herassimenja   | 24,28      |
| 3     | NED  | Marleen Veldhuis           | 24,39      |
| 4     | GER  | Britta Steffen             | 24,46      |
| 5     | GBR  | Francesca Halsall          | 24,47      |
| 6     | SWE  | Therese Alshammar          | 24,61      |
| 7     | USA  | Jessica Hardy              | 24,62      |
| 8     | BHS  | Arianna Vanderpool-Wallace | 24,69      |

Finale: 4. August 2012, 19:30 Uhr

### 100 m Freistil
| Platz | Land | Sportlerin               | Zeit (s)   |
| ----- | ---- | ------------------------ | ---------- |
| 1     | NED  | Ranomi Kromowidjojo      | 53,00 (OR) |
| 2     | BLR  | Aljaksandra Herassimenja | 53,38      |
| 3     | CHN  | Tang Yi                  | 53,44      |
| 4     | AUS  | Melanie Schlanger        | 53,47      |
| 5     | USA  | Missy Franklin           | 53,64      |
| 6     | GBR  | Francesca Halsall        | 53,66      |
| 7     | DEN  | Jeanette Ottesen Gray    | 53,75      |
| 8     | USA  | Jessica Hardy            | 54,02      |

Finale: 2. August 2012, 20:37 Uhr

### 200 m Freistil
| Platz | Land | Sportlerin          | Zeit (min)   |
| ----- | ---- | ------------------- | ------------ |
| 1     | USA  | Allison Schmitt     | 1:53,61 (OR) |
| 2     | FRA  | Camille Muffat      | 1:55,58      |
| 3     | AUS  | Bronte Barratt      | 1:55,81      |
| 4     | USA  | Missy Franklin      | 1:55,82      |
| 5     | ITA  | Federica Pellegrini | 1:56,73      |
| 6     | RUS  | Weronika Popowa     | 1:57,25      |
| 7     | AUS  | Caitlin McClatchey  | 1:57,60      |
| 8     | DEN  | Kylie Palmer        | 1:57,68      |

Finale: 31. Juli 2012, 19:41 Uhr

### 400 m Freistil
| Platz | Land | Sportlerin          | Zeit (min)   |
| ----- | ---- | ------------------- | ------------ |
| 1     | FRA  | Camille Muffat      | 4:01,45 (OR) |
| 2     | USA  | Allison Schmitt     | 4:01,77 (AM) |
| 3     | GBR  | Rebecca Adlington   | 4:03,01      |
| 4     | DEN  | Lotte Friis         | 4:03,98      |
| 5     | ITA  | Federica Pellegrini | 4:04,50      |
| 6     | FRA  | Coralie Balmy       | 4:05,95      |
| 7     | CAN  | Brittany MacLean    | 4:06,24      |
| 8     | NZL  | Lauren Boyle        | 4:06,25      |

Finale: 29. Juli 2012, 20:18 Uhr

### 800 m Freistil
| Platz | Land | Sportlerin        | Zeit (min) |
| ----- | ---- | ----------------- | ---------- |
| 1     | USA  | Katie Ledecky     | 8:14,63    |
| 2     | ESP  | Mireia Belmonte   | 8:18,76    |
| 3     | GBR  | Rebecca Adlington | 8:20,32    |
| 4     | NZL  | Lauren Boyle      | 8:22,72    |
| 5     | DEN  | Lotte Friis       | 8:23,86    |
| 6     | HUN  | Boglárka Kapás    | 8:23,89    |
| 7     | FRA  | Coralie Balmy     | 8:29,26    |
| 8     | VEN  | Andreina Pinto    | 8:29,28    |

Finale: 3. August 2012, 19:45 Uhr

### 100 m Rücken
| Platz | Land | Sportlerin         | Zeit (s)   |
| ----- | ---- | ------------------ | ---------- |
| 1     | USA  | Missy Franklin     | 58,33 (AM) |
| 2     | AUS  | Emily Seebohm      | 58,68      |
| 3     | JPN  | Aya Terakawa       | 58,83 (AS) |
| 4     | RUS  | Anastassija Sujewa | 59,00      |
| 5     | GBR  | Gemma Spofforth    | 59,20      |
| 6     | CHN  | Zhao Jing          | 59,23      |
| 7     | AUS  | Belinda Hocking    | 59,29      |
| 8     | CHN  | Fu Yuanhui         | 1:00,50    |

Finale: 30. Juli 2012, 19:51 Uhr

### 200 m Rücken
| Platz | Land | Sportlerin         | Zeit (s)     |
| ----- | ---- | ------------------ | ------------ |
| 1     | USA  | Missy Franklin     | 2:04,06 (WR) |
| 2     | RUS  | Anastassija Sujewa | 2:05,92      |
| 3     | USA  | Elizabeth Beisel   | 2:06,55      |
| 4     | GBR  | Elizabeth Simmonds | 2:07,26      |
| 5     | AUS  | Meagen Nay         | 2:07,43      |
| 6     | ZIM  | Kirsty Coventry    | 2:08,18      |
| 7     | FRA  | Alexianne Castel   | 2:08,43      |
| 8     | CAN  | Sinead Russell     | 2:09,86      |

Finale: 3. August 2012, 19:30 Uhr

### 100 m Brust
| Platz | Land | Sportlerin      | Zeit (s) |
| ----- | ---- | --------------- | -------- |
| 1     | LIT  | Rūta Meilutytė  | 1:05,47  |
| 2     | USA  | Rebecca Soni    | 1:05,55  |
| 3     | JPN  | Satomi Suzuki   | 1:06,46  |
| 4     | JAM  | Alia Atkinson   | 1:06,93  |
| 5     | AUS  | Leisel Jones    | 1:06,95  |
| 6     | USA  | Breeja Larson   | 1:06,96  |
| 7     | RUS  | Julija Jefimowa | 1:06,98  |
| 8     | DEN  | Rikke Pedersen  | 1:07,55  |

Finale: 30. Juli 2012, 20:15 Uhr

### 200 m Brust
| Platz | Land | Sportlerin        | Zeit (min)   |
| ----- | ---- | ----------------- | ------------ |
| 1     | USA  | Rebecca Soni      | 2:19,59 (WR) |
| 2     | JPN  | Satomi Suzuki     | 2:20,72 (AR) |
| 3     | RUS  | Julija Jefimowa   | 2:20,92 (ER) |
| 4     | DEN  | Rikke Pedersen    | 2:21,65      |
| 5     | CAN  | Martha McCabe     | 2:23,16      |
| 6     | USA  | Micah Lawrence    | 2:23,27      |
| 7     | RSA  | Suzaan van Biljon | 2:23,72      |
| 8     | AUS  | Sally Foster      | 2:26,00      |

Finale: 2. August 2012, 19:40 Uhr

### 100 m Schmetterling
| Platz | Land | Sportlerin            | Zeit (s)   |
| ----- | ---- | --------------------- | ---------- |
| 1     | USA  | Dana Vollmer          | 55,98 (WR) |
| 2     | CHN  | Lu Ying               | 56,87      |
| 3     | AUS  | Alicia Coutts         | 56,94      |
| 4     | SWE  | Sarah Sjöström        | 57,17      |
| 5     | ITA  | Ilaria Bianchi        | 57,27      |
| 6     | DEN  | Jeanette Ottesen Gray | 57,35      |
| 7     | USA  | Claire Donahue        | 57,48      |
| 8     | GBR  | Ellen Gandy           | 57,76      |

Finale: 29. Juli 2012, 19:30 Uhr

### 200 m Schmetterling
| Platz | Land | Sportlerin        | Zeit (min)   |
| ----- | ---- | ----------------- | ------------ |
| 1     | CHN  | Jiao Liuyang      | 2:04,06 (OR) |
| 2     | ESP  | Mireia Belmonte   | 2:05,25      |
| 3     | JPN  | Natsumi Hoshi     | 2:05,48      |
| 4     | USA  | Kathleen Hersey   | 2:05,78      |
| 5     | USA  | Cammile Adams     | 2:06,78      |
| 6     | GBR  | Jemma Lowe        | 2:06,80      |
| 7     | HUN  | Zsuzsanna Jakabos | 2:07,33      |
| 8     | CHN  | Liu Zige          | 2:07,77      |

Finale: 1. August 2012, 20:12 Uhr

### 200 m Lagen
| Platz | Land | Sportlerin       | Zeit (min)   |
| ----- | ---- | ---------------- | ------------ |
| 1     | CHN  | Ye Shiwen        | 2:07,57 (OR) |
| 2     | AUS  | Alicia Coutts    | 2:08,15      |
| 3     | USA  | Caitlin Leverenz | 2:08,95      |
| 4     | AUS  | Stephanie Rice   | 2:09,55      |
| 5     | USA  | Ariana Kukors    | 2:09,83      |
| 6     | ZIM  | Kirsty Coventry  | 2:11,13      |
| 7     | GBR  | Hannah Miley     | 2:11,29      |
| 8     | HUN  | Katinka Hosszú   | 2:14,19      |

Finale: 31. Juli 2012, 20:43 Uhr

### 400 m Lagen
| Platz | Land | Sportlerin       | Zeit (min)   |
| ----- | ---- | ---------------- | ------------ |
| 1     | CHN  | Ye Shiwen        | 4:28,43 (WR) |
| 2     | USA  | Elizabeth Beisel | 4:31,27      |
| 3     | CHN  | Li Xuanxu        | 4:32,91      |
| 4     | HUN  | Katinka Hosszú   | 4:33,49      |
| 5     | GBR  | Hannah Miley     | 4:34,17      |
| 6     | USA  | Caitlin Leverenz | 4:35,49      |
| 6     | AUS  | Stephanie Rice   | 4:35,49      |
| 8     | ESP  | Mireia Belmonte  | 4:35,62      |

Finale: 28. Juli, 20:11 Uhr

### 4 × 100 m Freistil Staffel
| Platz | Land | Sportlerinnen | Zeit (min)   |
| ----- | ---- | --- | ------------ |
| 1     | AUS  | Alicia Coutts Cate Campbell Brittany Elmslie Melanie Schlanger Vorlauf: Emily Seebohm, Yolane Kukla, Lisbeth Trickett | 3:33,15 (OR) |
| 2     | NED  | Inge Dekker Marleen Veldhuis Femke Heemskerk Ranomi Kromowidjojo Vorlauf: Hinkelien Schreuder                         | 3:33,79      |
| 3     | USA  | Missy Franklin Jessica Hardy Lia Neal Allison Schmitt Vorlauf: Amanda Weir, Natalie Coughlin                          | 3:34,29 (AM) |
| 4     | CHN  | Tang Yi Qiu Yuhan Wang Haibing Pang Jiaying Vorlauf: Wang Shijia                                                      | 3:36,75      |
| 5     | GBR  | Amy Smith Francesca Halsall Jess Lloyd Caitlin McClatchey Vorlauf: Rebecca Turner                                     | 3:37,02      |
| 6     | DEN  | Pernille Blume Mie Østergaard Nielsen Lotte Friis Jeanette Ottesen Gray                                               | 3:37,45      |
| 7     | JPN  | Haruka Ueda Yayoi Matsumoto Miki Uchida Hanae Itō                                                                     | 3:37,96      |
|       | SWE  | Michelle Coleman Sarah Sjöström Ida Marko-Varga Gabriella Fagundez                                                    | DSQ          |

Finale: 28. Juli 2012, 20:43 Uhr

### 4 × 200 m Freistil Staffel
| Platz | Land | Sportlerinnen | Zeit (min)   |
| ----- | ---- | --- | ------------ |
| 1     | USA  | Missy Franklin Dana Vollmer Shannon Vreeland Allison Schmitt Vorlauf: Lauren Perdue, Alyssa Anderson                      | 7:42,92 (OR) |
| 2     | AUS  | Bronte Barratt Melanie Schlanger Kylie Palmer Alicia Coutts Brittany Elmslie, Angie Bainbridge, Jade Neilsen, Blair Evans | 7:44,41      |
| 3     | FRA  | Camille Muffat Charlotte Bonnet Ophélie-Cyrielle Étienne Coralie Balmy Margaux Farrell, Mylène Lazare                     | 7:47,49 (NR) |
| 4     | CAN  | Barbara Jardin Samantha Cheverton Amanda Reason Brittany MacLean                                                          | 7:50,65      |
| 5     | GBR  | Caitlin McClatchey Rebecca Turner Hannah Miley Joanne Jackson Vorlauf: Ellie Faulkner                                     | 7:52,37      |
| 6     | CHN  | Wang Shija Ye Shiwen Liu Jing Tang Yi Vorlauf: Zhu Qianwei, Chen Qian, Pang Jiaying                                       | 7:53,11      |
| 7     | ITA  | Alice Mizzau Alice Nesti Diletta Carli Federica Pellegrini                                                                | 7:56,30      |
| 8     | JPN  | Haruka Ueda Hanae Itō Yayoi Matsumoto Aya Takano                                                                          | 7:56,73      |

Finale: 1. August 2012, 21:04 Uhr

### 4 × 100 m Lagen Staffel
| Platz | Land | Sportlerinnen | Zeit (min)   |
| ----- | ---- | --- | ------------ |
| 1     | USA  | Missy Franklin Rebecca Soni Dana Vollmer Allison Schmitt Vorlauf: Rachel Bootsma, Breeja Larson, Claire Donahue, Jessica Hardy | 3:52,05 (WR) |
| 2     | AUS  | Emily Seebohm Leisel Jones Alicia Coutts Melanie Schlanger Vorlauf: Brittany Elmslie                                           | 3:54,02      |
| 3     | JPN  | Aya Terakawa Satomi Suzuki Yuka Katō Haruka Ueda                                                                               | 3:55,73      |
| 4     | RUS  | Anastassija Sujewa Julija Jefimowa Irina Bespalowa Weronika Popowa Vorlauf: Marija Gromowa                                     | 3:56,03      |
| 5     | CHN  | Zhao Jing Ji Liping Lu Ying Tang Yi Gao Chang, Sun Ye, Jiao Liuyang                                                            | 3:56,41      |
| 6     | NED  | Sharon van Rouwendaal Moniek Nijhuis Inge Dekker Ranomi Kromowidjojo Vorlauf: Femke Heemskerk                                  | 3:57,28      |
| 7     | DEN  | Mie Østergaard Nielsen Rikke Møller Pedersen Jeanette Ottesen Gray Pernille Blume                                              | 3:57,76      |
| 8     | GBR  | Gemma Spofforth Siobhan-Marie O’Connor Ellen Gandy Francesca Halsall Vorlauf: Jemma Lowe, Amy Smith                            | 3:59,46      |

Finale: 4. August 2012, 20:07 Uhr

### 10 km Freiwasser
| Platz | Land | Sportlerin       | Zeit (h)  |
| ----- | ---- | ---------------- | --------- |
| 1     | HUN  | Éva Risztov      | 1:57:38,2 |
| 2     | USA  | Haley Anderson   | 1:57:38,6 |
| 3     | ITA  | Martina Grimaldi | 1:57:41,8 |
| 4     | GBR  | Keri-Anne Payne  | 1:57:42,2 |
| 5     | GER  | Angela Maurer    | 1:57:52,8 |
| 6     | FRA  | Ophélie Aspord   | 1:58:43,1 |
| 7     | UKR  | Olga Beresnyeva  | 1:58:44,4 |
| 8     | ESP  | Erika Villaécija | 1:58:49,5 |

9. August 2012, 12:00 Uhr

## Medaillenspiegel
| Platz | Land                | G  | S  | B  | Gesamt |
| ----- | ------------------- | -- | -- | -- | ------ |
| 01    | Vereinigte Staaten  | 16 | 9  | 6  | 31     |
| 02    | Volksrepublik China | 5  | 2  | 3  | 10     |
| 03    | Frankreich          | 4  | 2  | 1  | 7      |
| 04    | Niederlande         | 2  | 1  | 1  | 4      |
| 05    | Südafrika           | 2  | 1  | –  | 3      |
| 06    | Ungarn              | 2  | –  | 1  | 3      |
| 07    | Australien          | 1  | 6  | 3  | 10     |
| 08    | Tunesien            | 1  | –  | 1  | 2      |
| 09    | Litauen             | 1  | –  | –  | 1      |
| 10    | Japan               | –  | 3  | 8  | 11     |
| 11    | Russland            | –  | 2  | 2  | 4      |
| 12    | Südkorea            | –  | 2  | –  | 2      |
| 12    | Spanien             | –  | 2  | –  | 2      |
| 12    | Belarus             | –  | 2  | –  | 2      |
| 15    | Großbritannien      | –  | 1  | 2  | 3      |
| 15    | Kanada              | –  | 1  | 2  | 3      |
| 17    | Brasilien           | –  | 1  | 1  | 2      |
| 18    | Deutschland         | –  | 1  | –  | 1      |
| 19    | Italien             | –  | –  | 1  | 1      |
| Total | Total               | 34 | 36 | 32 | 102    |

## Qualifikation

### Beckenschwimmen

#### Qualifikationskriterien
Es werden etwa 900 Athleten an den Wettbewerben im Beckenschwimmen teilnehmen. Für jede Einzeldisziplin legte die FINA Qualifikationszeiten fest, ein A-Standard oder OQT (Olympic Qualification Time) bzw. ein B-Standard oder OST (Olympic Selection Time).
In den Einzelwettbewerben darf jedes NOK zwei Athleten an den Start bringen, wenn beide den A-Standard erreichen konnten, oder einen Athleten, wenn dieser den B-Standard erreicht hat. In den Staffelwettbewerben darf eine Mannschaft pro Land antreten, bestehend aus maximal sechs Athleten. In jedem Staffelwettbewerb nehmen 16 Mannschaften teil, jeweils zwölf Plätze wurden bei den Weltmeisterschaften 2011 in Shanghai vergeben, hinzu kamen die vier zeitschnellsten Staffeln zwischen dem 1. März 2011 und dem 1. Juni 2012. Konnte sich aus einem Land kein Athlet und/oder keine Athletin qualifizieren, so durfte das NOK einen Athleten und/oder eine Athletin für einen Wettbewerb nominieren. Die Zahl der über diese sogenannten universellen Startplätze qualifizierten Athleten soll die Zahl von 150 nicht überschreiten. Schließlich qualifizierten sich noch Athleten, die nur den B-Standard erreicht haben, bis die Zahl von insgesamt 900 Athleten erreicht ist. Die FINA legte dafür eine Olympiarangliste an, so dass die Athleten, die dem A-Standard am nächsten kamen, zuerst berücksichtigt wurden.
Der A-Standard musste zwischen dem 1. März 2011 und dem 3. Juli 2012, der B-Standard zwischen dem 1. März 2011 und dem 1. Juni 2012 erreicht werden.

#### Wettbewerbe und Normzeiten
| Olympia-Qualifikationsnormen 2012 | Olympia-Qualifikationsnormen 2012                                                                                          | Olympia-Qualifikationsnormen 2012                                                                                          | Olympia-Qualifikationsnormen 2012                                                                                          | Olympia-Qualifikationsnormen 2012                                                                                          |
|                                   | Männer | Männer | Frauen | Frauen |
| Disziplin                         | A-Standard | B-Standard | A-Standard | B-Standard |
| --------------------------------- | --- | --- | --- | --- |
| 50 m Freistil                     | 22,11 s | 22,88 s | 25,27 s | 26,15 s |
| 100 m Freistil                    | 48,82 s | 50,53 s | 54,57 s | 56,48 s |
| 200 m Freistil                    | 1:47,82 min | 1:51,59 min | 1:58,33 min | 2:02,47 min |
| 400 m Freistil                    | 3:48,92 min | 3:54,13 min | 4:09,35 min | 4:18,07 min |
| 800 m Freistil                    | – | – | 8:33,84 min | 8:51,82 min |
| 1500 m Freistil                   | 15:11,83 min | 15:43,74 min | – | - |
| 100 m Schmetterling               | 52,36 s | 54,19 s | 58,70 s | 1:00,75 min |
| 200 m Schmetterling               | 1:56,86 min | 2:00,95 min | 2:08,95 min | 2:13,46 min |
| 100 m Brust                       | 1:00,79 min | 1:02,92 min | 1:08,49 min | 1:10,89 min |
| 200 m Brust                       | 2:11,74 min | 2:16,35 min | 2:26,89 min | 2:32,03 min |
| 100 m Rücken                      | 54,40 s | 56,30 s | 1:00,82 min | 1:02,95 min |
| 200 m Rücken                      | 1:58,48 min | 2:02,63 min | 2:10,84 min | 2:15,42 min |
| 200 m Lagen                       | 2:00,17 min | 2:04,38 min | 2:13,36 min | 2:18,03 min |
| 400 m Lagen                       | 4:16,46 min | 4:25,44 min | 4:41,75 min | 4:51,75 min |
| 4 × 100-m-Freistilstaffel         | Platz 1–12 bei den Weltmeisterschaften 2011 & 4 zeitschnellste Staffeln in der Weltbestenliste des Qualifikationszeitraums | Platz 1–12 bei den Weltmeisterschaften 2011 & 4 zeitschnellste Staffeln in der Weltbestenliste des Qualifikationszeitraums | Platz 1–12 bei den Weltmeisterschaften 2011 & 4 zeitschnellste Staffeln in der Weltbestenliste des Qualifikationszeitraums | Platz 1–12 bei den Weltmeisterschaften 2011 & 4 zeitschnellste Staffeln in der Weltbestenliste des Qualifikationszeitraums |
| 4 × 200-m-Freistilstaffel         | Platz 1–12 bei den Weltmeisterschaften 2011 & 4 zeitschnellste Staffeln in der Weltbestenliste des Qualifikationszeitraums | Platz 1–12 bei den Weltmeisterschaften 2011 & 4 zeitschnellste Staffeln in der Weltbestenliste des Qualifikationszeitraums | Platz 1–12 bei den Weltmeisterschaften 2011 & 4 zeitschnellste Staffeln in der Weltbestenliste des Qualifikationszeitraums | Platz 1–12 bei den Weltmeisterschaften 2011 & 4 zeitschnellste Staffeln in der Weltbestenliste des Qualifikationszeitraums |
| 4 × 100-m-Lagenstaffel            | Platz 1–12 bei den Weltmeisterschaften 2011 & 4 zeitschnellste Staffeln in der Weltbestenliste des Qualifikationszeitraums | Platz 1–12 bei den Weltmeisterschaften 2011 & 4 zeitschnellste Staffeln in der Weltbestenliste des Qualifikationszeitraums | Platz 1–12 bei den Weltmeisterschaften 2011 & 4 zeitschnellste Staffeln in der Weltbestenliste des Qualifikationszeitraums | Platz 1–12 bei den Weltmeisterschaften 2011 & 4 zeitschnellste Staffeln in der Weltbestenliste des Qualifikationszeitraums |

#### Qualifizierte Staffeln
| Qualifizierte Staffeln | Qualifizierte Staffeln     | Qualifizierte Staffeln     | Qualifizierte Staffeln  | Qualifizierte Staffeln     | Qualifizierte Staffeln     | Qualifizierte Staffeln  |
|                        | Frauen                     | Frauen                     | Frauen                  | Männer                     | Männer                     | Männer                  |
| Wettbewerb             | 4 × 100-m- Freistilstaffel | 4 × 200-m- Freistilstaffel | 4 × 100-m- Lagenstaffel | 4 × 100-m- Freistilstaffel | 4 × 200-m- Freistilstaffel | 4 × 100-m- Lagenstaffel |
| ---------------------- | -------------------------- | -------------------------- | ----------------------- | -------------------------- | -------------------------- | ----------------------- |
| 01. Platz WM 2011      | Niederlande                | USA                        | USA                     | Australien                 | USA                        | USA                     |
| 02. Platz WM 2011      | USA                        | Australien                 | Volksrepublik China     | Frankreich                 | Frankreich                 | Australien              |
| 03. Platz WM 2011      | Deutschland                | Volksrepublik China        | Australien              | USA                        | Volksrepublik China        | Deutschland             |
| 04. Platz WM 2011      | Volksrepublik China        | Kanada                     | Russland                | Italien                    | Deutschland                | Italien                 |
| 05. Platz WM 2011      | Australien                 | Ungarn                     | Japan                   | Russland                   | Australien                 | Japan                   |
| 06. Platz WM 2011      | Schweden                   | Frankreich                 | Deutschland             | Südafrika                  | Japan                      | Niederlande             |
| 07. Platz WM 2011      | Kanada                     | Italien                    | Großbritannien          | Deutschland                | Großbritannien             | Ungarn                  |
| 08. Platz WM 2011      | Japan                      | Großbritannien             | Kanada                  | Großbritannien             | Italien                    | Neuseeland              |
| 09. Platz WM 2011      | Dänemark                   | Neuseeland                 | Dänemark                | Belgien                    | Österreich                 | Kanada                  |
| 10. Platz WM 2011      | Großbritannien             | Japan                      | Italien                 | Brasilien                  | Ungarn                     | Frankreich              |
| 11. Platz WM 2011      | Italien                    | Deutschland                | Schweden                | Japan                      | Kanada                     | Russland                |
| 12. Platz WM 2011      | Russland                   | Russland                   | Niederlande             | Ungarn                     | Neuseeland                 | Polen                   |
| Zeitranking            | Neuseeland                 | Slowenien                  | Spanien                 | Kanada                     | Russland                   | Großbritannien          |
| Zeitranking            | Ungarn                     | Spanien                    | Frankreich              | Volksrepublik China        | Dänemark                   | Südafrika               |
| Zeitranking            | Griechenland               | Polen                      | Island                  | Venezuela                  | Belgien                    | Volksrepublik China     |
| Zeitranking            | Belarus                    | Ukraine                    | Ungarn                  | Serbien                    | Südafrika                  | Kasachstan              |
| Zeitranking            |                            |                            |                         |                            |                            | Brasilien               |
| Gesamt                 | 16                         | 16                         | 16                      | 16                         | 16                         | 17                      |

Die brasilianische und kasachische Lagenstaffel lag im Ranking zeitgleich, sodass insgesamt 17 Staffeln zugelassen wurden.

#### Qualifizierte Athleten
Die folgende Tabelle zeigt für jede Einzelstrecke die Zahl der qualifizierten Athleten nach NOKs. Es konnten sich bis zu zwei Athleten über den A-Standard und maximal ein Athlet über den B-Standard qualifizieren. Insgesamt konnten sich Schwimmer aus 70 verschiedenen NOKs die Teilnahme sichern. Jedes NOK ohne qualifizierten Athleten hat darüber hinaus die Möglichkeit, mindestens eine Athletin und/oder einen Athleten zu nominieren.
| Argentinien       |    |    |    |    | 1  |    |    |    |    |    |    |    | 1  | 1  |    |    | 1  | 1  |    |    | 1  |    |    |    |    |    |
| Australien        | 2  | 2  | 2  | 2  | 2  | 2  | 2  | 2  | 2  | 2  | 2  | 2  | 2  | 2  | 2  | 2  | 2  | 1  | 2  | 2  | 2  | 2  | 2  | 1  | 2  | 2  |
| Bahamas           | 1  | 1  |    |    |    |    |    |    |    |    |    |    |    |    |    |    |    |    |    |    |    |    |    |    |    |    |
| Barbados          |    |    |    |    |    |    |    |    |    |    |    |    |    |    |    |    |    |    |    |    |    |    |    |    | 1  |    |
| Belgien           |    |    |    |    |    | 1  |    |    |    |    | 1  |    |    | 1  | 1  |    |    |    | 1  |    |    |    |    |    |    | 1  |
| Brasilien         | 1  |    |    |    |    | 1  |    | 1  |    |    |    |    | 1  | 2  | 2  |    |    |    | 1  | 2  | 2  | 1  | 2  | 2  | 2  | 1  |
| Bulgarien         |    | 1  | 1  | 1  |    |    |    |    | 1  |    |    |    |    |    |    |    |    |    |    |    |    |    |    |    |    |    |
| Chile             |    |    |    |    | 1  |    |    |    |    |    |    |    |    |    |    |    |    |    |    |    |    |    |    |    |    |    |
| China             | 1  | 1  | 2  | 2  | 2  | 2  | 2  | 2  | 2  | 2  | 2  | 2  | 2  |    | 1  | 2  | 2  | 2  | 1  | 2  | 2  | 2  | 1  | 1  | 2  | 2  |
| Dänemark          | 2  | 2  |    | 1  | 1  | 1  |    | 1  |    | 1  | 1  |    |    |    |    |    | 2  | 1  |    |    | 1  |    |    |    |    |    |
| Deutschland       | 1  | 2  | 1  |    |    | 1  |    | 1  | 1  | 2  |    | 1  |    |    | 1  | 2  | 1  |    | 2  |    | 2  | 2  | 2  | 2  | 2  | 1  |
| Estland           | 1  |    |    |    |    |    |    |    |    |    |    |    |    |    |    |    |    |    |    |    |    |    | 1  |    | 1  |    |
| Finnland          | 1  | 1  | 1  |    |    | 1  | 1  |    |    |    |    |    |    | 1  |    |    |    | 1  |    |    |    |    |    | 1  |    |    |
| Frankreich        | 1  |    | 1  | 2  | 1  |    |    | 2  | 2  |    |    |    | 1  | 2  | 2  | 2  |    | 2  | 1  |    | 2  | 1  |    |    |    |    |
| Griechenland      | 2  |    |    |    | 1  | 1  |    |    |    |    |    |    |    | 1  |    |    |    | 1  |    | 2  | 1  |    |    | 1  | 1  | 1  |
| Großbritannien    | 2  | 2  | 2  | 2  | 2  | 2  | 2  | 2  | 2  | 2  | 1  | 2  | 2  | 1  |    | 2  | 2  | 2  | 2  | 2  | 1  | 2  | 2  | 2  | 2  | 2  |
| Hongkong          |    | 1  | 1  |    |    |    |    | 1  | 1  |    |    |    |    |    |    |    |    |    |    |    |    |    |    |    |    |    |
| Indonesien        |    |    |    |    |    |    |    |    |    |    |    |    |    |    |    |    |    |    |    |    | 1  |    |    |    |    |    |
| Irland            |    |    |    |    | 1  |    |    |    | 1  | 1  |    |    |    |    |    |    |    |    |    |    |    |    | 1  |    |    |    |
| Island            | 1  |    |    |    |    |    |    |    | 1  |    | 1  |    |    |    |    |    |    |    |    |    |    |    |    |    |    |    |
| Israel            |    |    |    |    |    | 1  |    |    |    |    |    |    |    |    |    | 1  |    |    |    | 1  | 2  | 1  | 1  |    | 1  | 1  |
| Italien           |    |    | 1  | 1  |    | 1  |    | 2  | 1  | 1  | 1  |    | 1  | 2  | 2  | 1  | 1  | 2  | 1  |    | 1  | 1  | 2  |    | 1  | 2  |
| Jamaika           |    |    |    |    |    |    |    |    |    | 1  |    |    |    |    |    |    |    |    |    |    |    |    |    |    |    |    |
| Japan             | 1  | 1  | 1  | 1  |    | 2  | 1  | 1  | 1  | 2  | 2  | 1  | 2  |    |    |    |    |    | 2  | 2  | 1  | 2  | 2  | 2  | 2  | 2  |
| Kaimaninseln      |    |    |    |    |    |    |    |    |    |    |    |    |    |    | 2  | 2  |    |    |    |    |    |    |    |    |    |    |
| Kanada            | 1  |    | 2  | 2  | 2  | 1  | 2  | 2  | 2  | 2  | 2  | 1  |    |    | 1  | 1  | 1  | 1  |    | 1  | 1  | 1  | 1  |    | 1  | 1  |
| Kasachstan        |    |    |    |    |    |    |    |    |    |    |    |    |    |    |    |    |    |    |    |    | 1  | 1  |    |    |    |    |
| Kenia             |    |    |    |    |    |    |    |    |    |    |    |    |    | 1  | 1  |    |    |    | 1  |    |    |    |    |    |    |    |
| Kolumbien         |    |    |    |    |    |    |    | 1  |    |    |    |    |    |    |    |    | 1  |    |    |    |    | 1  |    |    |    |    |
| Kroatien          |    |    |    |    |    |    |    | 1  | 1  |    |    | 1  |    | 1  |    |    |    |    |    |    |    |    |    |    |    |    |
| Kuba              |    |    |    |    |    |    |    |    |    |    |    |    |    |    | 1  |    |    |    |    |    |    | 1  |    |    |    |    |
| Liechtenstein     |    |    |    | 1  | 1  |    |    |    |    |    |    |    |    |    |    |    |    |    |    |    |    |    |    |    |    |    |
| Litauen           |    |    |    |    |    |    |    |    |    | 1  |    |    |    |    | 1  |    |    |    |    |    |    |    | 1  | 1  | 1  |    |
| Luxemburg         |    |    |    |    |    |    |    |    |    |    |    |    |    |    |    |    |    |    |    |    |    |    |    | 1  | 1  | 1  |
| Marokko           |    |    |    |    |    |    |    |    |    | 1  | 1  |    |    |    |    |    |    |    |    |    |    |    |    |    |    |    |
| Mexiko            |    |    | 1  | 1  |    |    | 1  |    | 1  |    |    | 1  |    |    |    |    |    | 1  |    |    |    |    |    | 1  |    |    |
| Neuseeland        | 1  |    | 1  | 1  | 1  |    |    |    | 1  |    |    | 1  | 1  |    |    | 1  | 1  |    |    |    | 2  | 1  | 1  | 1  |    |    |
| Niederlande       | 2  | 2  | 1  |    |    | 1  |    | 1  | 1  | 1  |    |    |    |    | 1  | 2  |    | 1  | 1  |    | 2  | 1  | 1  | 1  |    |    |
| Norwegen          |    |    |    | 1  |    | 1  |    |    |    |    | 1  |    | 1  |    |    |    |    |    |    |    | 1  |    |    |    |    |    |
| Österreich        | 1  |    |    |    | 1  | 1  |    |    |    |    |    | 1  | 1  |    |    | 1  | 1  |    |    | 1  |    |    |    |    | 1  |    |
| Paraguay          |    |    |    |    |    |    |    |    |    |    |    |    |    |    |    | 1  |    |    |    |    |    |    |    |    |    |    |
| Polen             | 1  | 1  |    |    | 1  |    | 1  |    | 1  |    |    |    |    | 1  | 1  |    |    | 1  | 1  | 2  | 1  | 1  | 1  | 1  | 1  | 1  |
| Portugal          |    |    |    |    |    |    | 1  |    |    |    |    |    |    |    |    |    |    |    |    | 1  |    | 1  | 1  |    | 1  |    |
| Puerto Rico       | 1  | 1  |    |    |    |    |    |    |    |    |    |    |    |    |    |    |    |    |    |    |    |    |    |    |    |    |
| Rumänien          |    |    |    | 1  | 1  |    |    |    |    |    |    |    |    | 1  | 1  |    |    |    |    | 1  |    |    | 1  |    |    |    |
| Russland          |    | 1  | 1  | 1  | 1  | 1  |    | 1  | 1  | 2  | 2  | 1  | 1  | 2  | 2  | 2  | 1  |    | 2  | 1  | 2  | 2  | 1  | 1  | 1  | 1  |
| Schweden          | 2  | 2  | 1  |    |    | 2  | 1  | 1  | 1  | 2  | 1  | 1  | 1  | 1  |    |    |    |    | 1  |    |    |    |    |    |    |    |
| Schweiz           |    |    |    |    |    |    | 1  |    |    |    |    |    | 1  |    |    | 1  |    |    |    | 1  |    |    |    | 1  | 1  |    |
| Serbien           |    | 1  |    |    |    |    |    |    |    |    | 1  |    |    |    |    |    | 1  |    | 2  | 1  |    |    |    |    |    |    |
| Simbabwe          |    |    |    |    |    |    |    | 1  | 1  |    |    | 1  |    |    |    |    |    |    |    |    |    |    |    |    |    |    |
| Singapur          |    |    |    |    |    | 1  |    | 1  |    |    |    |    |    |    |    |    |    |    |    | 1  |    |    |    |    |    |    |
| Slowakei          |    |    |    |    |    | 1  | 1  |    |    |    |    |    |    |    |    |    |    |    |    |    |    |    |    |    |    |    |
| Slowenien         |    |    | 1  |    | 1  |    |    |    | 1  | 1  | 1  |    | 1  |    |    |    |    |    | 1  | 1  |    |    | 1  |    |    |    |
| Spanien           |    |    | 2  | 2  | 2  |    | 2  | 1  | 1  | 2  | 1  | 2  | 2  |    |    |    |    |    |    |    | 2  |    |    |    |    |    |
| Südafrika         | 1  |    |    |    | 1  |    | 1  |    | 1  |    | 1  | 1  | 1  | 2  | 2  |    | 1  | 1  | 1  | 1  | 1  | 1  | 1  |    | 2  | 2  |
| Südkorea          |    |    |    |    |    |    | 1  |    |    | 1  | 2  | 1  | 1  |    |    | 1  | 1  | 1  | 1  |    |    | 1  |    | 1  |    | 1  |
| Thailand          |    |    |    |    |    |    |    |    |    |    |    |    |    |    |    |    |    |    |    |    |    |    |    | 1  |    |    |
| Trinidad & Tobago |    |    |    |    |    |    |    |    |    |    |    |    |    | 1  |    |    |    |    |    |    |    |    |    |    |    |    |
| Tschechien        |    |    |    |    |    |    |    | 1  | 1  | 2  | 1  |    | 1  |    | 1  |    |    |    |    |    |    |    |    |    |    |    |
| Tunesien          |    |    |    |    |    |    |    |    |    |    |    |    |    |    |    | 1  | 1  | 1  |    |    |    |    |    |    | 1  | 1  |
| Türkei            | 1  |    |    |    |    |    |    |    |    | 1  | 1  |    |    |    |    |    |    | 1  |    |    |    |    |    |    |    |    |
| Ukraine           | 1  |    |    |    |    |    |    | 1  | 1  | 1  | 1  | 1  | 1  | 1  |    |    |    | 1  |    |    |    | 1  | 1  | 1  |    | 1  |
| Ungarn            | 1  |    | 2  | 2  | 2  | 1  | 1  | 1  |    |    |    | 2  | 2  | 1  |    | 1  | 1  | 2  | 1  | 2  | 1  | 2  | 1  | 2  | 2  | 2  |
| USA               | 2  | 2  | 2  | 2  | 2  | 2  | 2  | 2  | 2  | 2  | 2  | 2  | 2  | 2  | 2  | 2  | 2  | 2  | 2  | 2  | 2  | 2  | 2  | 2  | 2  | 2  |
| Usbekistan        |    |    | 1  |    |    |    |    |    | 1  |    |    | 1  |    |    |    |    |    |    |    |    |    |    |    |    |    |    |
| Venezuela         | 1  |    |    | 1  | 1  |    |    |    |    |    |    |    |    |    |    | 1  | 1  | 1  | 1  |    |    |    |    |    |    |    |
| Vietnam           |    |    |    |    |    |    |    |    | 1  |    |    |    |    |    |    |    |    |    |    |    |    |    |    |    |    |    |
| Weißrussland      | 2  | 1  |    |    |    | 1  |    |    |    |    |    |    |    |    |    |    |    |    |    |    | 1  |    |    |    |    |    |
| Zypern            |    |    | 1  |    |    |    |    |    |    |    |    |    |    |    |    |    |    |    |    |    |    |    |    |    |    |    |
| Gesamt            | 35 | 25 | 29 | 27 | 29 | 29 | 23 | 30 | 34 | 33 | 29 | 26 | 29 | 27 | 27 | 29 | 24 | 27 | 28 | 29 | 36 | 31 | 30 | 27 | 32 | 28 |

### Freiwasserschwimmen

#### Qualifikationskriterien
Es werden 50 Athleten an den Wettbewerben teilnehmen, jeweils 25 Frauen und Männer. Pro Land dürfen maximal zwei Athleten starten, jeweils ein Quotenplatz war dem Gastgeber bei Frauen und Männern garantiert. Die folgenden Qualifikationskriterien galten sowohl für Frauen als auch für Männer.
Die besten zehn Schwimmer der Weltmeisterschaften 2011 gewannen einen Quotenplatz. Neun weitere Schwimmer erkämpften bei einem internationalen Qualifikationsrennen, das vom 9. bis 10. Juni 2012 in Setúbal stattfand, einen Quotenplatz. Bei diesem Wettkampf konnte sich maximal noch ein Schwimmer pro Land und Geschlecht qualifizieren. Schließlich gewann bei diesem Qualifikationswettkampf der beste Athlet jedes Kontinents einen Quotenplatz, dessen NOK zuvor noch keinen Quotenplatz gewonnen hatte.

#### Gewonnene Quotenplätze
| Gewonnene Quotenplätze nach NOKs | Gewonnene Quotenplätze nach NOKs | Gewonnene Quotenplätze nach NOKs | Gewonnene Quotenplätze nach NOKs |
| NOK                              | Frauen 10 km                     | Männer 10 km                     | Gesamt                           |
| -------------------------------- | -------------------------------- | -------------------------------- | -------------------------------- |
| Ägypten                          |                                  | 1                                | 1                                |
| Argentinien                      | 1                                |                                  | 1                                |
| Australien                       | 1                                | 1                                | 2                                |
| Belgien                          |                                  | 1                                | 1                                |
| Brasilien                        | 1                                |                                  | 1                                |
| Bulgarien                        |                                  | 1                                | 1                                |
| China                            | 1                                |                                  | 1                                |
| Deutschland                      | 1                                | 2                                | 3                                |
| Ecuador                          |                                  | 1                                | 1                                |
| Frankreich                       | 1                                | 1                                | 2                                |
| Griechenland                     | 1                                | 1                                | 2                                |
| Großbritannien                   | 1                                | 1                                | 2                                |
| Hongkong                         | 1                                |                                  | 1                                |
| Italien                          | 1                                | 1                                | 2                                |
| Japan                            | 1                                | 1                                | 2                                |
| Kanada                           | 1                                | 1                                | 2                                |
| Kasachstan                       |                                  | 1                                | 1                                |
| Kroatien                         | 1                                |                                  | 1                                |
| Malaysia                         | 1                                |                                  | 1                                |
| Neuseeland                       | 1                                | 1                                | 2                                |
| Polen                            | 1                                |                                  | 1                                |
| Portugal                         |                                  | 1                                | 1                                |
| Russland                         | 1                                | 2                                | 3                                |
| Schweiz                          | 1                                |                                  | 1                                |
| Spanien                          | 1                                | 1                                | 2                                |
| Südafrika                        | 1                                | 1                                | 2                                |
| Tschechien                       | 1                                |                                  | 1                                |
| Tunesien                         |                                  | 1                                | 1                                |
| Ukraine                          | 1                                | 1                                | 2                                |
| Ungarn                           | 1                                | 1                                | 2                                |
| USA                              | 1                                | 1                                | 2                                |
| Venezuela                        | 1                                | 1                                | 2                                |
| Quotenplätze Gesamt              | 25                               | 25                               | 50                               |